# Josef Gočár
Josef Gočár (ur. 13 marca 1880 w Seminie, zm. 10 września 1945 w Jičínie) – czeski architekt i urbanista. Jego najważniejsze dzieła związane były z czeskim kubizmem, rondokubizmem i modernizmem. Miał ogromny wpływ na przebudowę wielu czeskich miast (np. Hradec Králové).

## Życiorys
Urodził się w rodzinie piwowarskiego słodownika. W 1891 rodzina przeprowadziła się do Lázně Bohdaneč. Od roku 1892 studiował w Pardubicach, a od 1903 w Wyższej Szkole Rzemiosła Artystycznego w Pradze, w atelier Jana Kotěry.

### Wczesne realizacje
Od 1905 zaczął projektować pierwsze dzieła, m.in. domy ze sgraffitami w Hradcu Králové. Po ukończeniu studiów usamodzielnił się. W latach 1909–1910 zrealizował pierwsze większe projekty: schody kościoła Panny Marii w Hradcu Králové (beton), dom towarowy Wenke w Jaromierzu i żelbetonową wieżę wodną w miejscowości Lázně Bohdaneč. W latach 1909–1910 powstała także znacząca budowla w Pardubicach – zespół młynów automatycznych Winternitza, w malowniczym miejscu, na prawym brzegu rzeki Chrudimki. Ten zespół architektoniczny istnieje do dziś i stanowi ważną dominantę w panoramie miasta.

### Kubizm
W następnych latach artysta stworzył najwybitniejsze dzieła swojego okresu kubistycznego – Dom Pod Czarną Matką Bożą w Pradze oraz Dom Zdrojowy – Gočárův Pavilon w Lázně Bohdaneč. W latach 1916–1919 służył w armii. W latach 20. XX wieku zaczął się czas rondokubizmu (czechosłowackiej odmiany modernizmu). W latach 1921–1923 była realizowana na tych zasadach budowa Legiobanku w Pradze (Na Poříčí), a wcześniej budynków obsługi lotniska Kbely.

### Urbanistyka – Hradec Králové
Na początku lat 20. XX w. architekt podjął intensywne działania na terenie Hradca Králové – tutaj Gočár opracował ogólny plan miasta, uregulował nabrzeża, postawił gmachy szkolne Gimnazjum J.K. Tyla i przemodelował centrum miasta (dziś Ulrichovo náměstí). Plany zakładały także budowę wewnętrznego ringu komunikacyjnego z promienistymi ulicami, rozchodzącymi się z centrum oraz klinami zieleni (podobne rozwiązanie zastosowano w międzywojennym Poznaniu pod kierownictwem prof. Adama Wodziczki). W roku 1924 został mianowany profesorem na Akademii Wzornictwa Przemysłowego w Pradze. Do 1932 był rektorem tej uczelni.

### Funkcjonalizm
W latach 1927–1928 przebiegały prace przy kościele św. Wacława w Pradze (Vršovice – plac Svatopluka Čecha) – jednej z najważniejszych budowli czeskiego funkcjonalizmu. Potem nadszedł okres konstruktywizmu. Gočár nadal pracował nad przebudową Hradca Králové. W latach 1927–1932 był realizowany budynek Zarządu Kolei Państwowych – potężna żelbetowa konstrukcja. Prace w mieście zostały uwieńczone budową Powiatowego Urzędu Skarbowego w latach 1931–1936. Do tego okresu twórczości należy też budowa Grandhotelu – Domu Powiatowego w Pardubicach (1927–1931). Wielofunkcyjny, 4-piętrowy, funkcjonalistyczny pałac, zajmujący większą część zachodniej strony obecnego pl. Republiki, miał dużą liczbę sal, kawiarni, barów, pokoi hotelowych, biur, a także kino. W końcu XX w. obiekt został przebudowany na Dom Handlowy.

## Realizacje
- zespół młynów automatycznych Winternitza w Pardubicach (1909–1910)
- Dom Towarowy Wenkův, Jaroměř (1909–1911)
- Dom pod Czarną Madonną, ul. Celetná nr 569, Praga (1911–1912)
- Bauerova willa, Libodřice koło Kolína (1912–1913)
- Gočárovy domky (1920–1921)
- Legiobanka Praga (1921–1923)
- szkoła podstawowa, Ústí nad Labem (1926–1930)
- Dom Zdrojowy – Lázně Bohdaneč
- przebudowa miasta – Hradec Králové
- kościół św. Wacława w Pradze-Vršovicach (1927–1928)
- Grandhotel Pardubice (1927–1931)

## Galeria

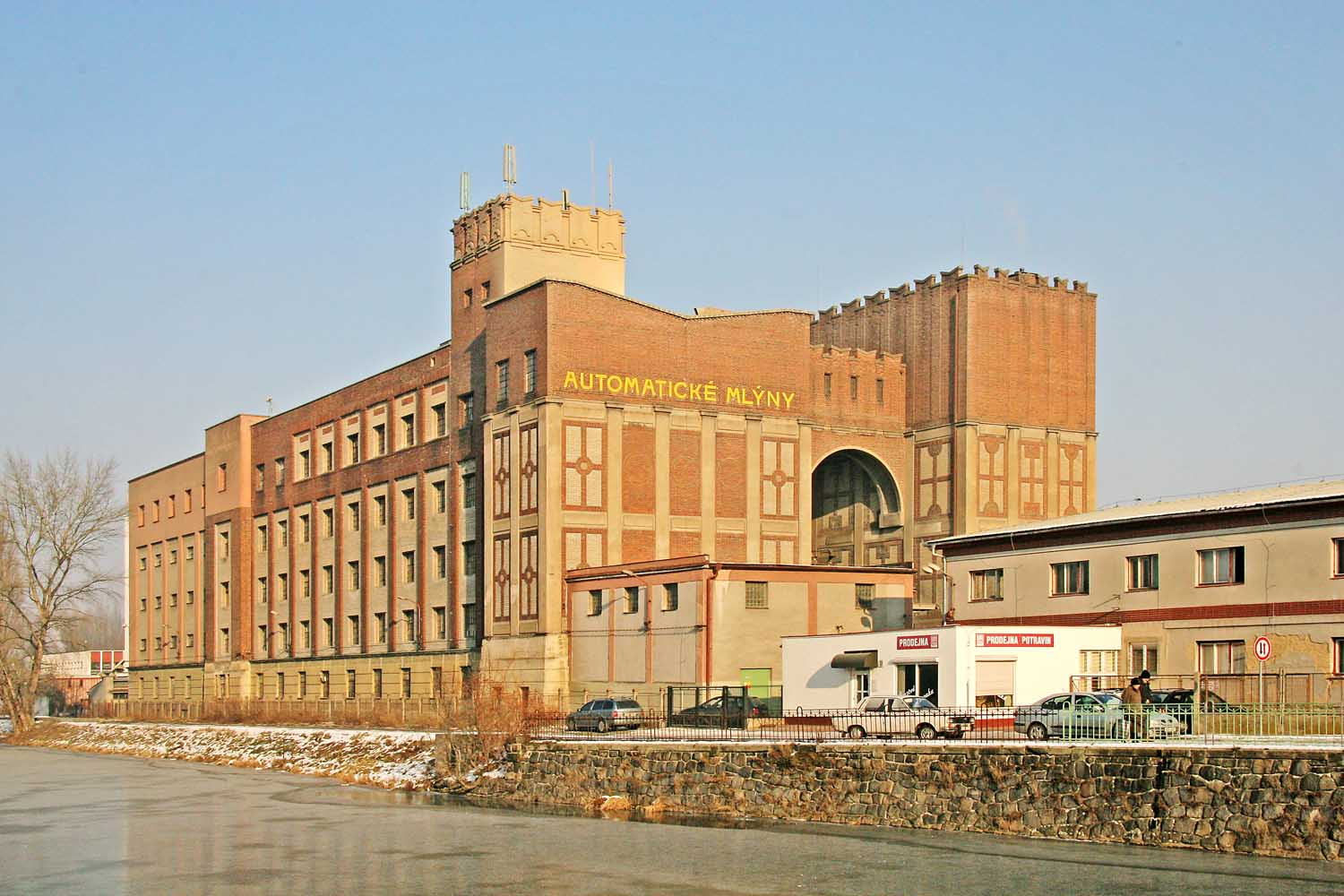
Młyny Winternitza w Pardubicach
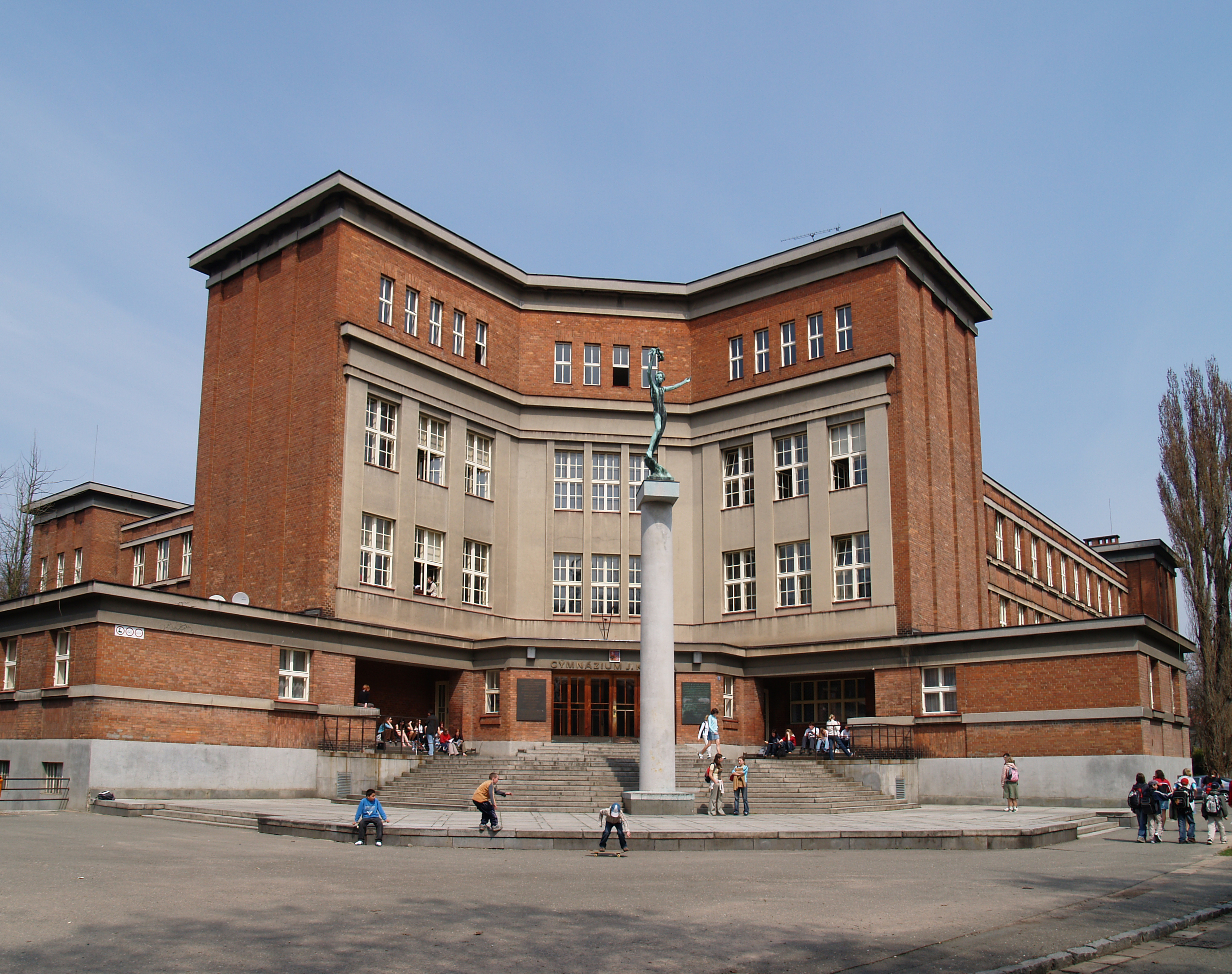
Gimnazjum – Hradec Králové
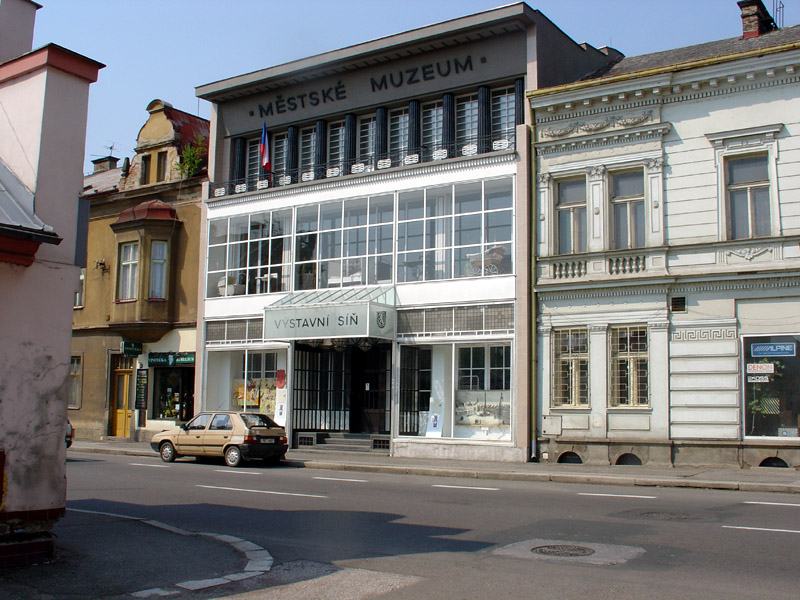
Muzeum miejskie – Jaroměř
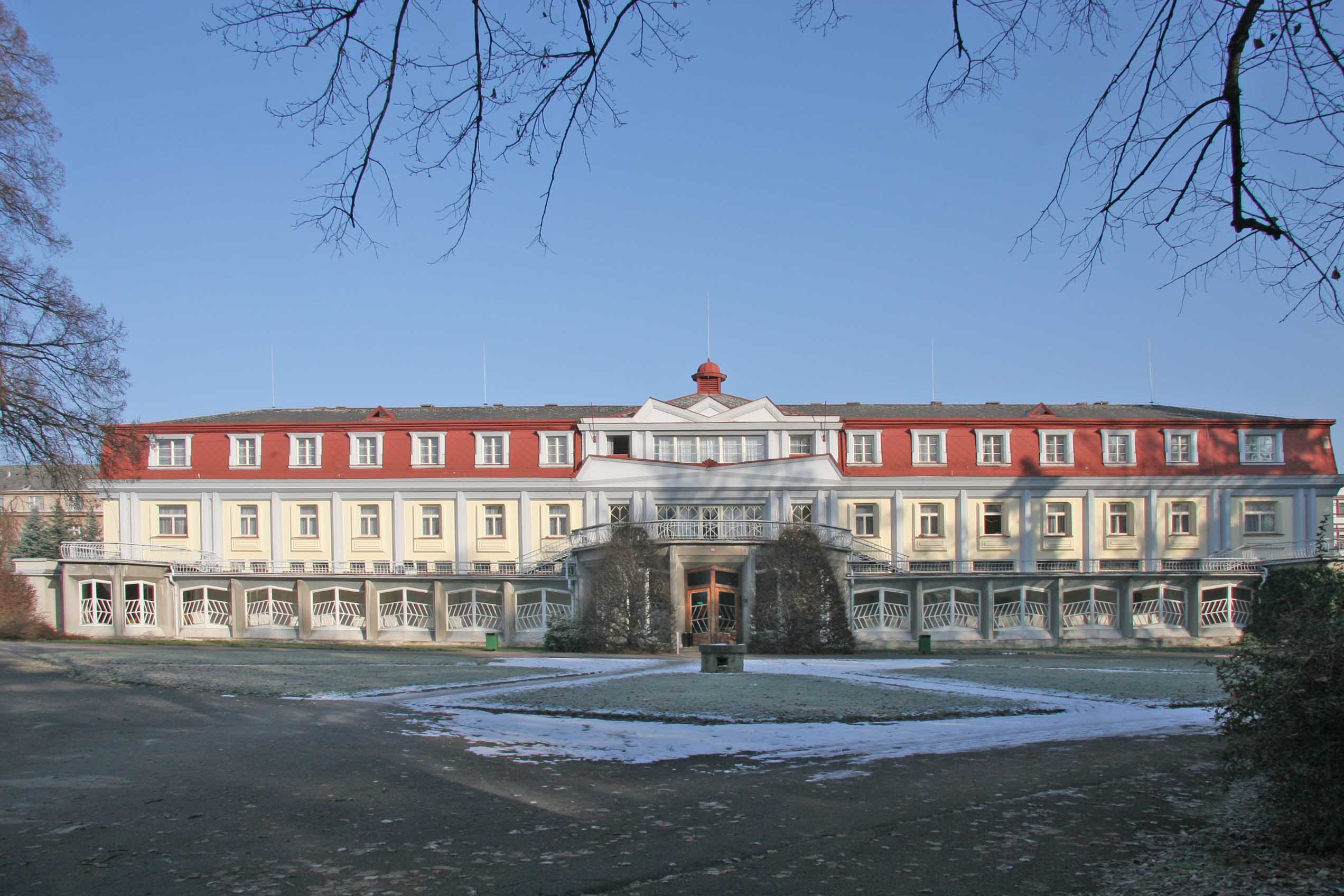
Gočárův Pavilon (Dom Zdrojowy) – Lázně Bohdaneč
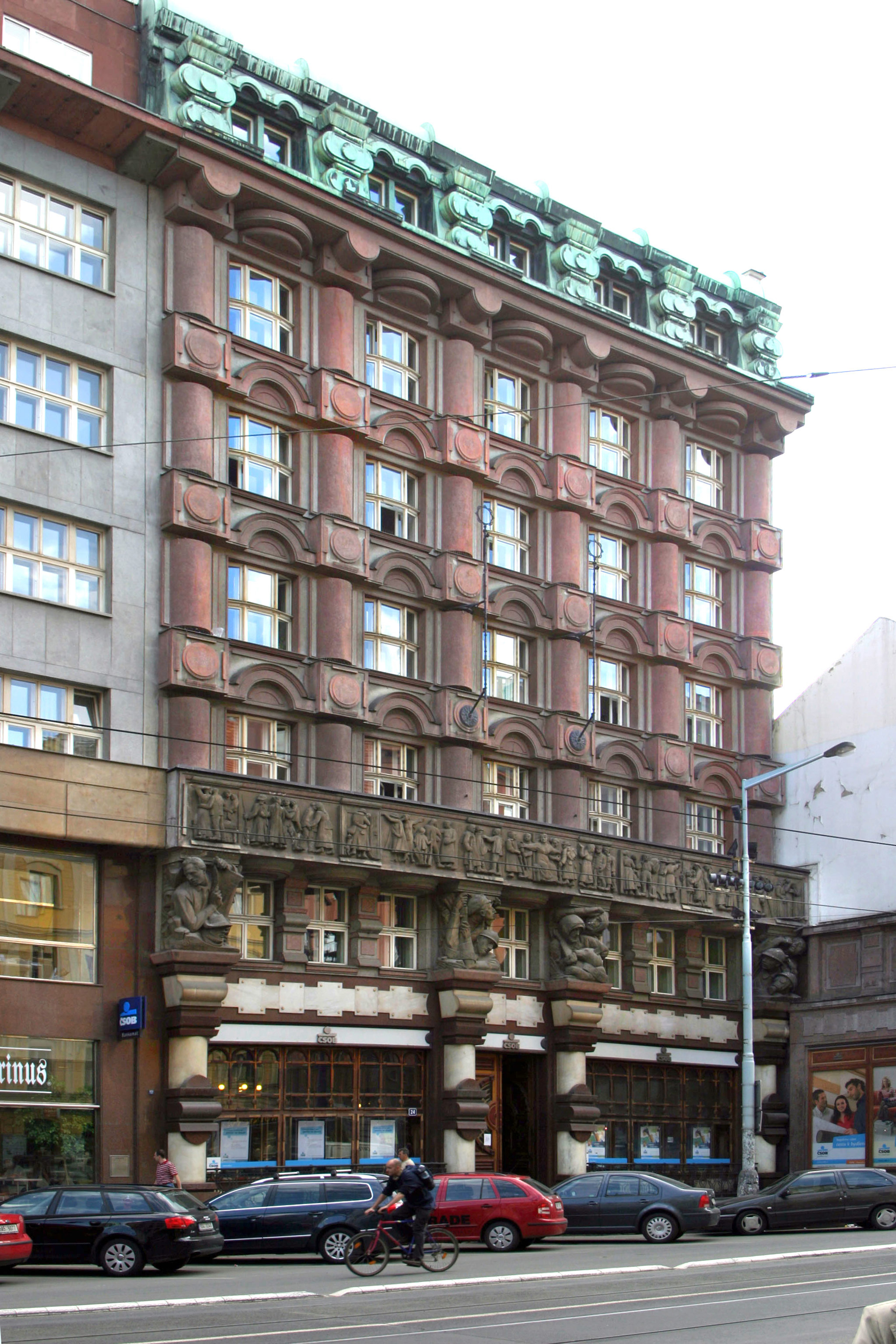
Legiobanka – Praga
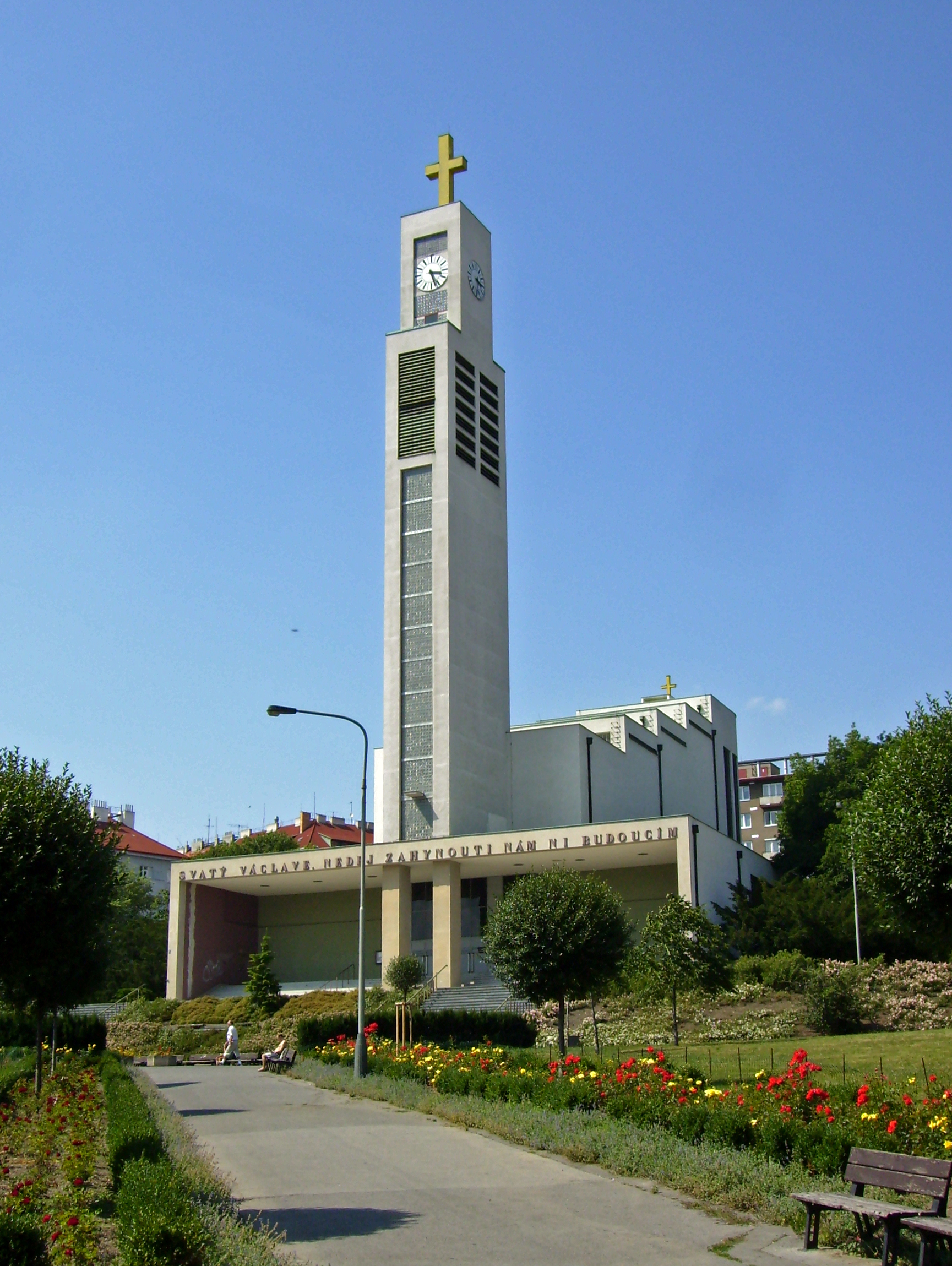
Kościół św. Wacława – Praga
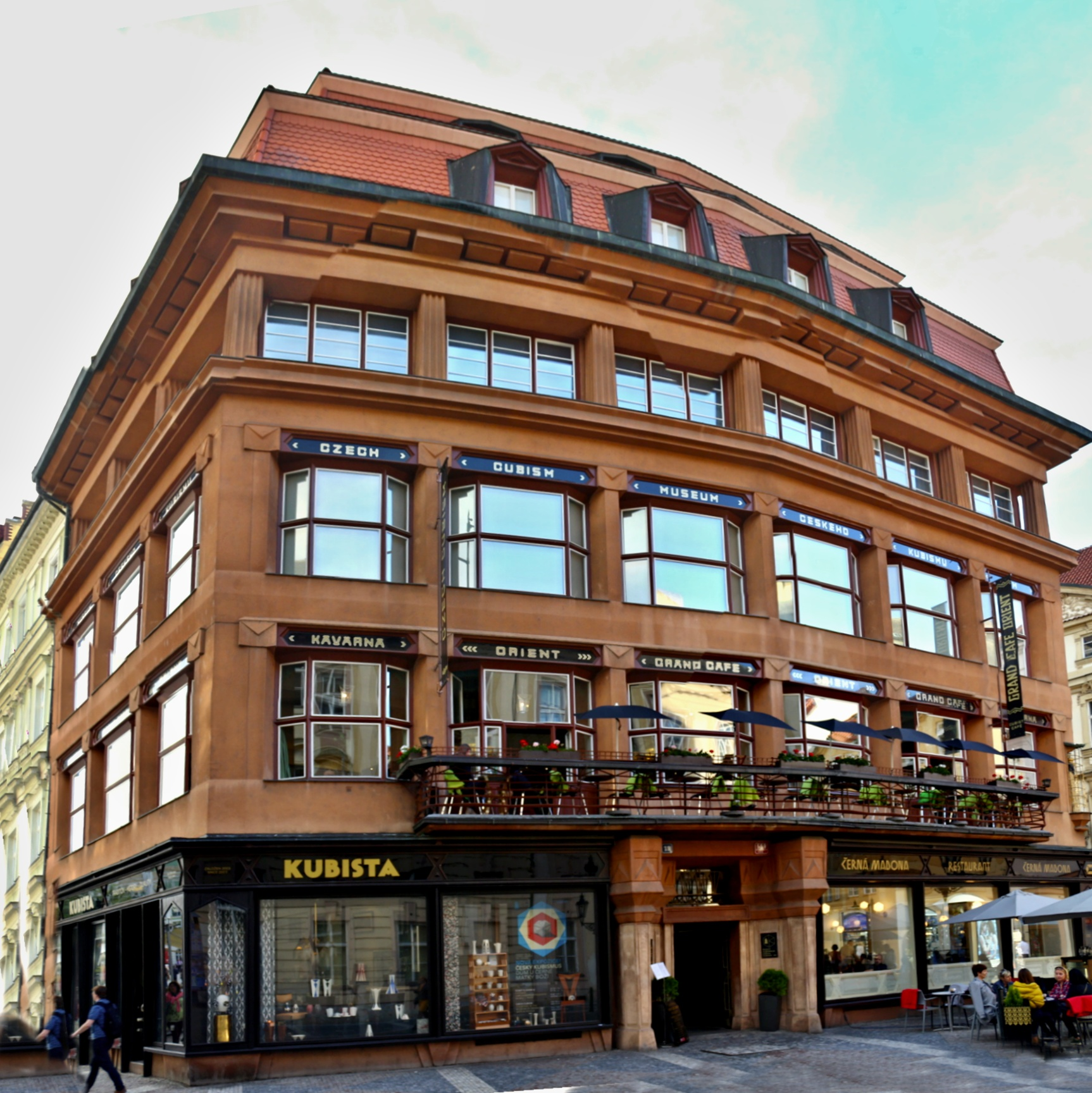
Praga, Dom Pod Czarną Madonną
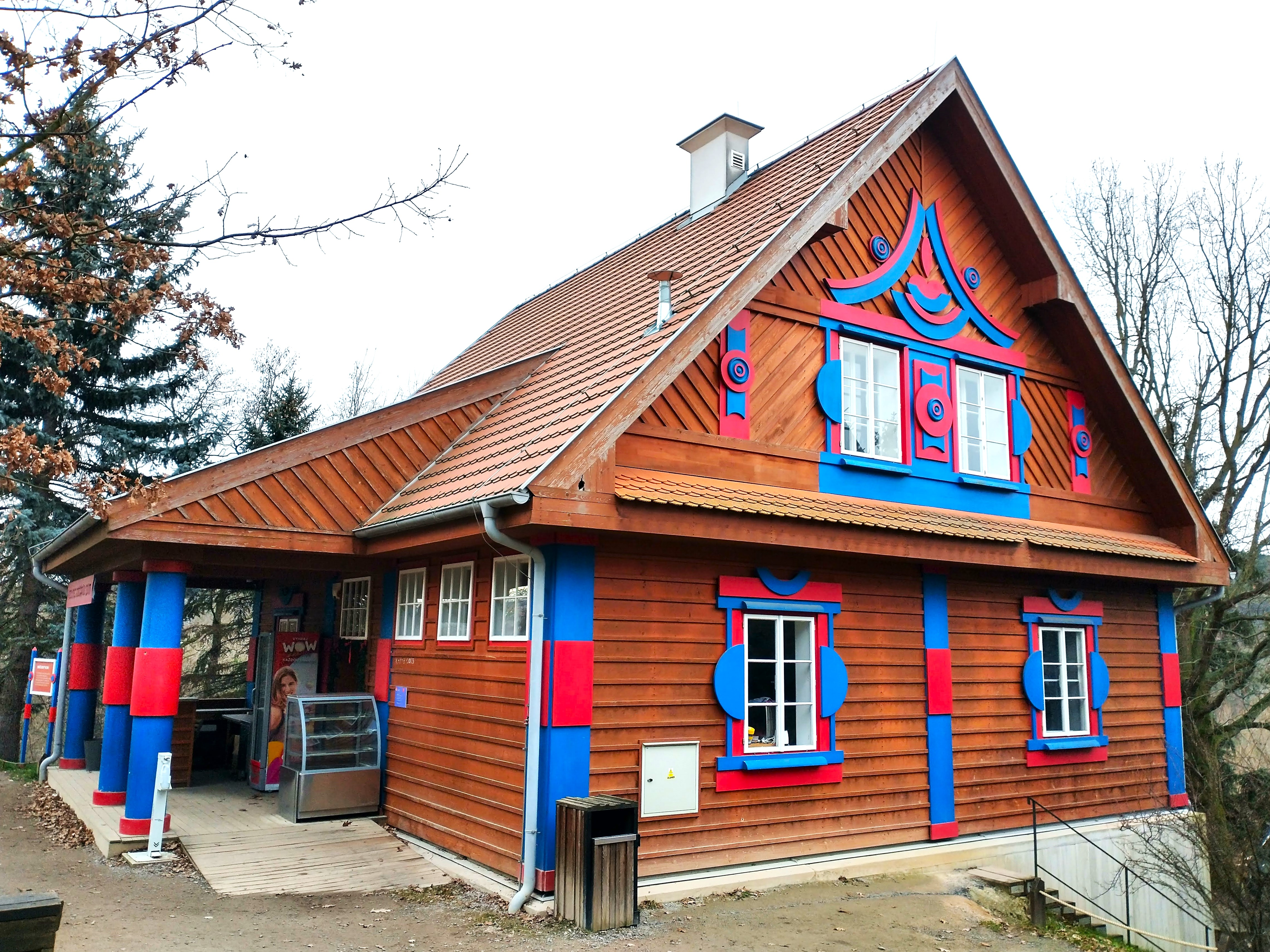
Gočárovy domky